# 北九州市立若松中央小学校
北九州市立若松中央小学校（きたきゅうしゅうしりつわかまつちゅうおうしょうがっこう）は福岡県北九州市若松区にある公立小学校。

## 所在地
- 福岡県北九州市若松区白山2丁目1番1号

## 沿革
- 1997年（平成9年）4月1日 - 北九州市立若松小学校と北九州市立浜町小学校が統合し開校。
- 1999年4月1日 - 新校舎（現校舎）に移転。

## 概要

### 校区
- 老松一丁目・二丁目、大井戸町、北浜一丁目・二丁目、北湊町の一部、桜町、中川町、白山一丁目の一部、白山三丁目の一部、浜町一丁目・二丁目・三丁目、本町一丁目・二丁目、本町三丁目の一部、山手町の一部、大字安瀬、大字修多羅の一部

### 卒業後の進路
- 北九州市立若松中学校

## 周辺の施設
- 北九州市立若松中学校

## 周辺の道路
- 国道199号